# Melbourne (Arkansas)
Melbourne város az USA Arkansas államában, Izard megyében, melynek megyeszékhelye is. Lakosainak száma 1830 fő (2020. április 1.).

## Népesség
A település népességének változása:
| Lakosok száma | 149  | 1673 | 1848 | 1830 |
|               | 1880 | 2000 | 2010 | 2020 |